# Liste der Orte in der kreisfreien Stadt Ludwigshafen am Rhein
Die Liste der Orte in der kreisfreien Stadt Ludwigshafen am Rhein listet den Hauptort und die amtlichen Gemeindeteile (Ortsbezirke, Wohnplätze und sonstige Gemeindeteile) in der kreisfreien Stadt Ludwigshafen am Rhein auf.
Es handelt sich dabei um das amtliche Verzeichnis der Gemeinden und Gemeindeteile und setzt sich zusammen aus dem vom Statistischen Landesamt Rheinland-Pfalz geführten amtlichen Namensverzeichnis der Gemeinden und dem vom Landesamt für Vermessung und Geobasisinformation Rheinland-Pfalz geführten amtlichen Verzeichnis der Gemeindeteile.
Die kreisfreie Stadt Ludwigshafen am Rhein umfasst den Hauptort und die amtlichen Gemeindeteile:
- Ludwigshafen am Rhein
- Edigheim
- Friesenheim
- Maudach
- Mundenheim
- Oggersheim
- Oppau
- Rheingönheim
- Ruchheim
  - Am Hüttengraben 1
  - Am Hüttengraben 2
  - Brunnenweg 1
  - Grenzhof
  - In den Villen 1
  - In den Villen 2
  - In den Villen 3
  - Maudacher Weg 1
  - Oggersheimer Straße 125
  - Schlüssel
  - Sülzerhof